# 愛染院 (徳島県板野町)
愛染院（あいぜんいん）は徳島県板野郡板野町に所在する高野山真言宗の寺院。山号は金鶏山。本尊は不動明王。別名那東のお不動さん。四国八十八箇所霊場第三番札所金泉寺の奥の院。
本尊真言：のうまくさーまんだ ばーざらだん せんだ　まーかろしゃーだ　そわたや　うんたらた　かんまん
御詠歌：まつが枝に 御ひかり照らす 金鶏の 佛を頼め たすけまします

## 概要
伝承によれば平安時代前期の弘仁7年（816年）四国を巡錫中の弘法大師（空海）がこの地に霊気を感じた。そこでみずから不動明王を刻み、ここに本尊として安置したのが始まりと言われている。
明治・大正時代までは「阿弥陀寺(あみだんじ)」と呼ばれていたが、大正10年に四国二十一番札所太龍寺の境内にあった「愛染院」と合併し、現在の寺名となった。
当院には戦国時代この地を治めていた板西城主の赤澤信濃守崇伝の廟が祀られている。赤澤信濃守は天正10年（1582年）長宗我部元親の阿波進攻に際し、中富川の戦いにおいて討ち死にしたと伝えられている。
いつのころからか、この廟に参詣すると腰から下の病が治癒するとの信仰を集めるようになった。信濃守が履いていた草鞋の紐が切れたために戦に負けてしまったという言い伝えのためか、治癒した信者は当院に草鞋を奉納する習わしがある。またこの赤澤信濃守廟と仁王門の前にはそれぞれ大わらじが奉納されている。

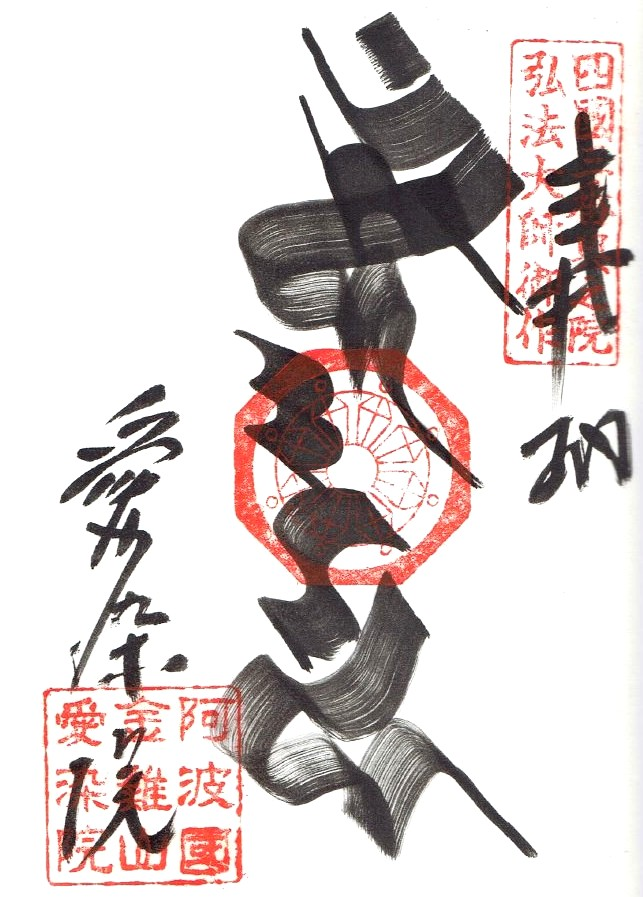
刷毛書き納経

三番札所金泉寺より西へ約3km、大日寺へ向かう遍路道の途中にあり、地元では「那東のお不動さん」として親しまれている。また、納経の墨書は刷毛書き梵字といわれるもので、全国的にも珍しく四国ではここだけである。
なお、住職が不在の場合は書き置きの納経を頂くようになる。

## 境内

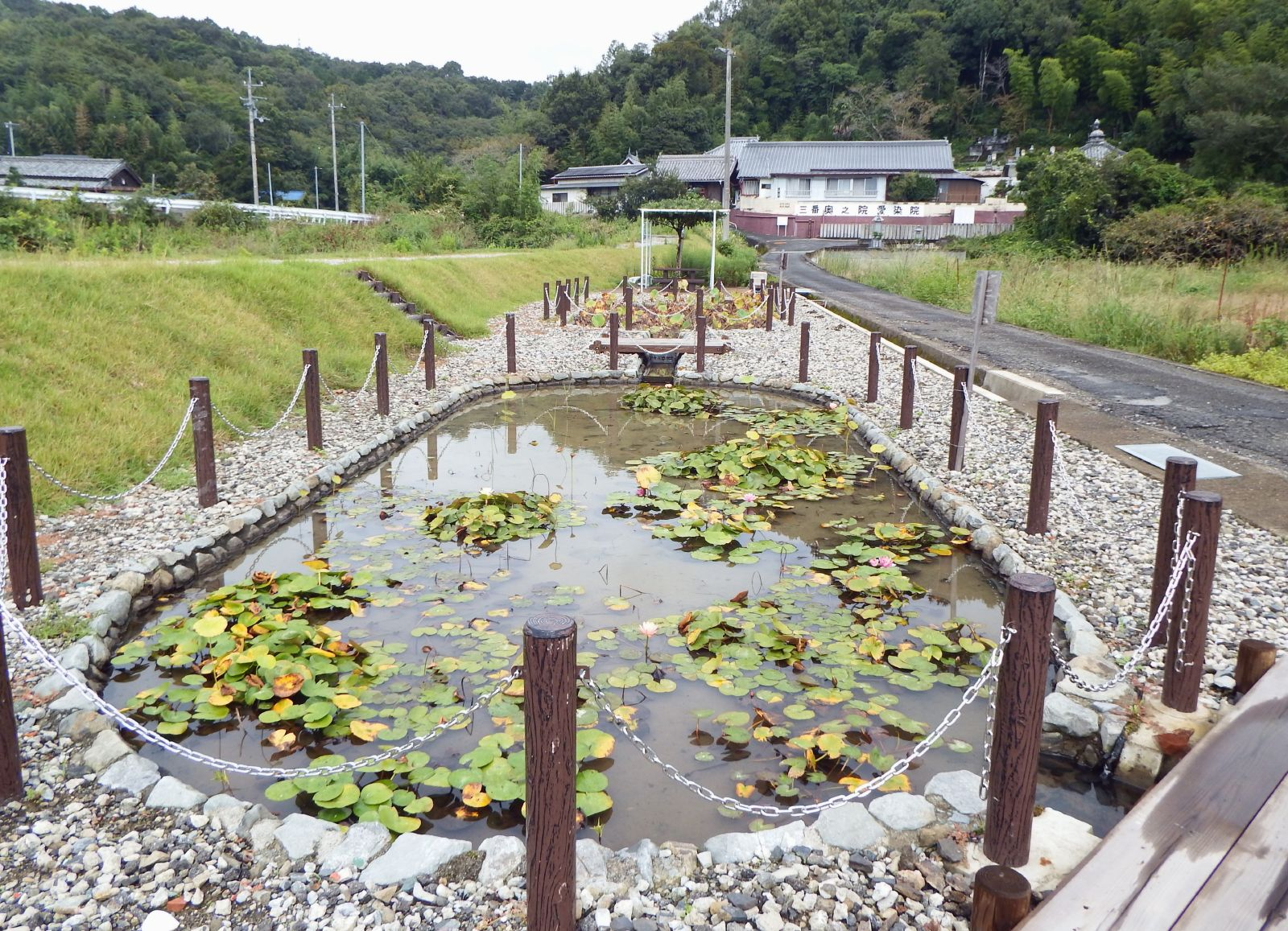
親水公園

- 山門（仁王門） - 左右に金剛力士像を安置する。
- 本堂　 - 堂内には本尊として不動明王像、愛染明王像、大日如来像などを安置する。
- 大師堂  - 弘法大師像他を安置する。
- 赤澤信濃守廟　 - 戦国時代の城主赤澤信濃守崇伝を祀る。裏山に家臣の供養塔とされる石塔群がある。
- 鐘楼堂
- 石仏八十八箇所　 - 背後の山(不動山)に配置されている。
- 駐車場 - 10台。無料。進入路の道幅は狭いが、境内前で回転できる。
- 那東親水公園  - 進入路の脇に古代ハス・睡蓮・花木等を鑑賞できる小公園が整備されている。車は愛染院に駐車可。

## 前後の札所
四国八十八箇所
3 金泉寺 --（3.0km）-- 番外 愛染院 --（2.0km）-- 4 大日寺　（遍路道経由）
歩き
- 三番札所金泉寺から徒歩45分、四番札所大日寺まで徒歩30分

## 交通案内
鉄道
- 四国旅客鉄道（JR四国） 高徳線 - 板野駅下車 (3.0km)

　　(JR徳島駅からJR板野駅までの所要時間 : 特急 約15分　普通 約35分)
バス
- 徳島バス 鍛冶屋原線「那東東」下車 (0.4km)

　　(バスの所要時間 : JR板野駅から那東東まで約10分、JR徳島駅から那東東まで約1時間)
道路
- 一般道：徳島県道12号鳴門池田線 那東 (0.5km)
- 自動車道：高松自動車道 板野IC (4.0km)、徳島自動車道 藍住IC (6.0km)

## 参考資料
1. 1 2  四国のみち 山寺のみち（徳島県、2024年11月17日閲覧）

- 現地説明板